# Der Tod im Reisfeld
Der Tod im Reisfeld ist ein Sachbuch von Peter Scholl-Latour aus dem Jahre 1979/80. Der Autor beschreibt darin den Indochinakrieg seit den 1940er Jahren. Das Werk wurde seither mehrfach wieder aufgelegt. Die Originalausgabe war 25 Wochen lang in den Jahren 1980 und 1981 auf dem Platz 1 der Spiegel-Bestsellerliste.

## Bibliografische Angaben
- Peter Scholl-Latour: Der Tod im Reisfeld. Dreißig Jahre Krieg in Indochina. Neuauflage Ullstein Verlag Berlin 2013, ISBN 978-3-548-37500-7